# Битка код Халијарта
Битка код Халијарта водила се 395. п. н. е. између Спарте и Тебе и означила је почетак Коринтског рата. Спартанска војска је поражена за време покушаја да заузме град Халијарт у Беотији. У тој бици погинуо је спартански војсковођа Лисандар. Краљ Паусанија II предводио је другу спартанску војску, која није стигла на време, а када су стигли повукли су се. Паусанија II је због тога био оптужен за издају и побегао је из Спарте. Највећу корист од почетка Коринтског рата имала је Персија, јер се спартански краљ Агесилај II повукао из рата са Персијом.

## Повод и узроци Коринтског рата
Спартански краљ Агесилај II ратовао је против Персије у Малој Азији. Персија је због тога одлучила да Спарти створи проблеме у Грчкој, па је почела да финансира спартанске непријатеље. Сатрап Фарнабаз одлучио је да подмити Грке, па је дао новац Тимократу са Родоса, а овај је делио новац градовима у грчкој потичући их против Спарте. Тимократ је током 396. и 395. п. н. е. успео да придобије Атину, Тебу, Коринт и Аргос да започну рат против Спарте.
Спартанска хегемонија након победе у Пелопонеском рату и њена агресивна политика одвраћала је многе спартанске савезнике. Када се уз то појавила могућност персијске подршке тада су неке државе, а посебно Теба пристале да започну рат против Спарте. Ипак нису хтјели да директно објаве рат Спарти, па су нахушкали своје савезнике Локране да започнну рат са Фокидом убирући порез из спорних области. Фокида је због тога напала Локране, а Теба се умешала и освојила Фокиду. Фокиђани су након тога звали Спарту да им помогне. Спарта је тако нашла повод да казни Тебу због неких ранијих тебанских поступака.

## Две спартанске војске
Спартанци су за рат против Тебе одредили две војске. Једном је заповедао Лисандар, а другом Паусанија II. Лисандрова војска састојала се од Фокиђана и других савезника из северозападне Грчке, а Паусанијина се састојала од Спартанаца и пелопонеских савезника. План је био да Паусанија иде око планине Китерон и да одатле нападне Беотију, а да Лисандар иде кроз Фокиду и да се онда споје да би координисано напали. Паусанија II је каснио неколико дана. Осим тога Лисандар је по куриру замолио Паусанија да овај крене кроз Платеју, да би се састали код Халијарта.
Курир који је носио писмо пао је у руке Тебанаца. Тебанци су били упознати са спартанским планом, па су пожурили. Дали су Атињанима да чувају Тебу, а сами су стигли у Халијарт пре Лисандра. Лисандар није био свестан да је много тебанских војника стигло у Халијарт и око њега. Тебанци су део војске распоредили у Халијарт, а део ван града како би изненада напали Лисандрову војску из позадине. Лисандар је најпре чекао Паусанија на једном брду крај Халијарта, али како је дан пролазио, а Паусанија II још није стигао, није могао да буде неактиван, па је кренуо према зидинама Халијарта. Тебанци су се били притајили унутар града и чекали су да Лисандар дође. Када је Лисандар са претходницом пришао зидинама града они су нагло отворили капије и напали Лисандрову војску. Убили су Лисандра. Лисандрова претходница се вратила до главнине војске, а онда их је напала тебанска војска, која је чекала ван Халијарта. Изненадним нападом разбили су Лисандрову војску, која је побегла на брда. Током те битке погинуло је око 1.000 Лисандрових војника. Фокиђани су побегли, али онда су заузели заседе на погодном терену и ту су Тебанцима нанели велике губитке. Пало је око 300 Тебанаца.

## После битке
Паусанија II је вест о несрећи чуо док је био на путу од Платеје до Теспије. Са војском је дошао до Халијарта. Паусанија је са Тебанцима склопио примирје, да би покупио мртвог Лисандра и остале његове војнике. Чим су изашли из Беотије покопали су Лисандра на пријатељској земљи. Када се Паусанија II вратио у Спарту био је оптужен за издају. Лисандрова странка оптуживала га је да је прекасно стигао на бојно поље, а и кад је стигао да није напао Тебу. Пошто је сматрао да ће га осудити на смрт побегао је у Тегеју, а престо је наследио његов малолетни син Агесиполид I. Погибијом Лисандра и бегом Паусанија Спарта је остала без два од три водећа актера спартанске политике. Остао је само краљ Агесилај II.
Битком код Халијарта започео је Коринтски рат, који ће трајати од 395. до 387. п. н. е. Борбе су се наставиле 394. пре н. е, када су се Теба и Атина уз помоћ Коринта и Аргоса бориле против Спарте у бици код Немеје и бици код Коронеје. Од Коринтског рата највећу корист имала је Персија која га је и потакла. Агесилај II се због Коринтског рата повукао из рата са Персијом у Малој Азији.